# Ameisenpicker

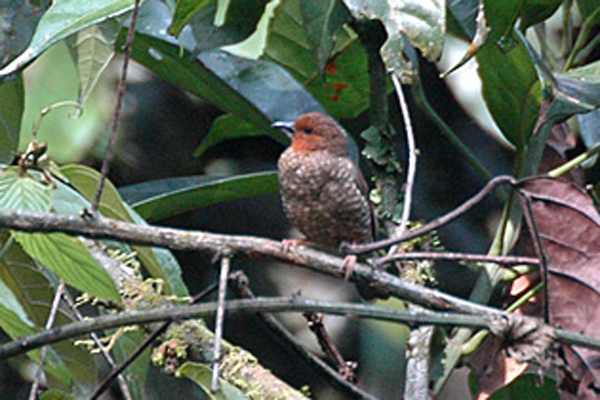
Weibchen des Kongoameisenpickers

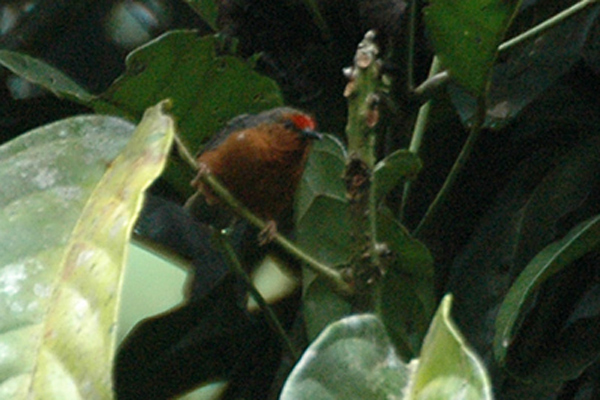
Männchen des Kongoameisenpickers

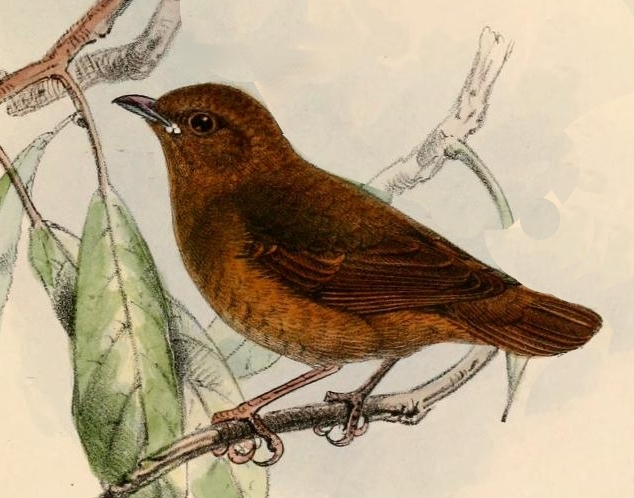
Ein juveniler Woodhouse-Ameisenpicker (Parmoptila woodhousei); im Jugendkleid wurde der Vogel als eigene Art Lobornis alexandri beschrieben und dargestellt.

Die Ameisenpicker  (Parmoptila) sind eine Vogelgattung aus der Familie der Prachtfinken. Die drei Arten der Ameisenpicker sind in West- und Zentralafrika beheimatet.

## Beschreibung
Die Ameisenpicker erreichen eine Körperlänge von 11 bis 12,5 Zentimetern, sie werden 8 bis 10,5 Gramm schwer.
John Cassin beschrieb im Jahr 1859 den Woodhouse-Ameisenpicker (Parmoptila woodhousei) aus Gabun und errichtete dafür eine eigene Gattung (Parmoptila). Bei dieser Art weisen Männchen und Weibchen ein sehr ähnliches Federkleid auf. Die Körperoberseite ist braun mit etwas helleren Schaftstrichen. Die Flügeldeckfedern sind rötlich-braun gesäumt. Die Körperunterseite ist weißlich und mit dichten olivgrauen Flecken bedeckt. Der Kopf und der Hals sind leicht rötlich, die Stirnfedern der Männchen haben kurz nach der Mauser karminrote, ansonsten blassbraune Spitzen, die bei den Weibchen fehlen.
Im Jahr 1872 wurde von Sharpe und Ussher eine neue Art aus Ghana erstmals beschrieben, die von den Autoren zunächst als Pholidornis rubrifrons in die Gattung Pholidornis gestellt wurde. Bei dieser Art, heute Rotstirn-Ameisenpicker (Parmoptila rubrifrons) genannt, unterscheiden sich Männchen und Weibchen deutlich voneinander. Die Körperunterseite der Weibchen ist weißlich und dicht mit dunklen Flecken bedeckt, die Unterseite der Männchen ist kastanienbraun. Die Körperoberseite ist bei beiden Geschlechtern grau-oliv. Das Männchen trägt seitlich am Kopf weiße Tupfen, die auch über den Nacken und Hals verteilt sind. Auffällig ist das rote Band auf der Stirn der Männchen.
Verwechslungsmöglichkeiten bestehen zwischen dem Rotstirn-Ameisenpicker und dem Kongoameisenpicker (Parmoptila jamesoni), der aus dem ehemaligen Belgisch-Kongo stammt und 1890 bei der Erstbeschreibung durch Shelley ebenfalls in die Gattung Pholidornis eingereiht worden war. Die Männchen des Kongoameisenpickers haben ebenfalls einen roten Fleck auf der Stirn. Das führte dazu, dass sie meist mit dem Rotstirn-Ameisenpicker in dieselbe Art gestellt wurden. Erst Ende des 20. Jahrhunderts wurden auch die Weibchen des Kongoameisenpickers beobachtet, die im Unterschied zu den Weibchen der Rotstirn-Ameisenpicker eine gestreifte Körperunterseite aufweisen. Den Männchen des Kongoameisenpickers fehlen die hellen Tupfen auf Kopf und Nacken, außerdem ist die Grundfarbe ihres Kopfes rötlich-braun wie ihre Brust und Körperunterseite, und nicht grau-oliv wie bei den Männchen des Rotstirn-Ameisenpickers.

## Verbreitung
Das Verbreitungsgebiet der Ameisenpicker reicht von Westafrika über Zentralafrika mit Ausläufern bis nach Ostafrika.
Typuslokalität ist der Camma River in Gabun, von wo das erste beschriebene Exemplar des Woodhouse-Ameisenpickers stammt. Das gesamte Vorkommen dieser Art reicht vom Südosten Nigerias über Kamerun und Gabun bis in den Südwesten der Zentralafrikanischen Republik und bis in den Westen der Republik Kongo. Südlich dieses Gebietes kommt die Unterart Parmoptila woodhousei ansorgei im Nordwesten Angolas vor.
Im Osten schließt das Verbreitungsgebiet des Kongoameisenpickers an. Er ist hauptsächlich in der Demokratischen Republik Kongo, dem früheren Zaire, beheimatet. Östliche Ausläufer des Vorkommens erreichen den Zentralafrikanischen Graben im westlichen Uganda und das Naturschutzgebiet Minziro Forest Reserve im  äußersten Nordwesten Tansanias. Sympatrische Vorkommen mit dem Woodhouse-Ameisenpicker sind nicht bekannt, diese könnten nur im Grenzgebiet der Verbreitungszonen in Zentralafrika und in der Demokratischen Republik Kongo zu finden sein.
Aufgrund äußerer Ähnlichkeiten wurde der Rotstirn-Ameisenpicker zusammen mit dem Kongoameisenpicker lange Zeit in eine gemeinsame Art gestellt, er kommt jedoch nur in Westafrika vor. Sein stark fragmentiertes Verbreitungsgebiet reicht vom Süden Malis, über Sierra Leone, Liberia, Guinea und die Elfenbeinküste bis Ghana.

## Lebensraum und Lebensweise
Grundsätzlich sind Ameisenpicker scheue und unauffällige Vögel, die sich der genauen Beobachtung oft entziehen. Dementsprechend wenig ist über ihr Verhalten bekannt. In der zweiten Hälfte des 20. Jahrhunderts wurden sie allgemein als eine einzige Art angesehen und die Unterschiede in ihrer Lebensweise wurden vernachlässigt.
Ameisenpicker bewohnen hauptsächlich Niederungswälder, dichte und ältere Sekundärwälder, Sumpfwälder und Galeriewälder. Sie halten sich primär im Unterwuchs auf. Sie kommen einzeln, in Paaren oder in kleinen Familienverbänden vor.
Die Ameisenpicker sind Nahrungsspezialisten. Wie ihr deutschsprachiger Trivialname nahelegt, machen sie hauptsächlich Jagd auf baumlebende Ameisen, aber auch auf andere kleine Insekten. Sie brechen auch Ameisennester unter der Rinde der Bäume auf und suchen auf Ästen und Blättern systematisch nach Insekten. Im Gegensatz zu den anderen Prachtfinkenarten sind sie wegen ihrer hohen Wärme- und Nahrungsansprüche schwierig zu halten.
Die Nester sind 30 bis 40 Zentimeter breit und rund 20 Zentimeter hoch. Sie werden in 2,5 bis 3,5 Metern Höhe über dem Boden in den Zweigen der Bäume aus Gras und Laub gebaut. Das Brutverhalten ist stark vom Klima des Verbreitungsgebiets abhängig, im günstigsten Fall kann zweimal pro Jahr eine Brut aufgezogen werden. Das Gelege besteht im Regelfall aus drei bis vier Eiern von weißer Farbe.

## Gefährdung
Die im Westen des Verbreitungsgebietes der Gattung vorkommenden Bestände des Rotstirn-Ameisenpickers sind im Schwinden, das Habitat dieser Art ist durch Rodungen der Gehölze bereits stark verkleinert und fragmentiert worden. Von der IUCN wird die Art daher als  (=Near Threatened – potentiell gefährdet) eingestuft.
Die anderen beiden Arten haben ein relativ großes, zusammenhängendes Verbreitungsgebiet. Die Populationen scheinen stabil zu sein, obwohl genaue Zählungen fehlen. Der Woodhouse-Ameisenpicker und der Kongoameisenpicker werden daher als  (=Least Concern – nicht gefährdet) klassifiziert. Sie sind aber in ihrem gesamten Verbreitungsgebiet sehr selten.

## Systematik und Taxonomie
Der Erstbeschreiber, John Cassin, wählte im Jahr 1859 den Namen der Gattung wegen der schildchenförmigen Federn an der Kehle der Vögel und benannte sie Parmoptilon, nach der „Parma“, dem leichten Schild der römischen Truppen, und dem altgriechischen Wort „ptilon“ (altgriechisch πτίλον) für Flaumfeder. Das Artepitheton der nominotypischen Art Parmoptila woodhousei ehrt Cassins Freund, den zur Zeit der Erstbeschreibung bekannten amerikanischen Arzt und Naturforscher Samuel Washington Woodhouse (1821–1904), der sich der Erforschung des Colorado Rivers widmete.